# Stahlskelettbau

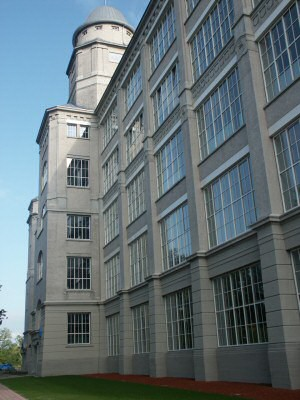
Beispiel eines Stahlskelettbaus:
Die Nordfront des Augsburger Glaspalastes

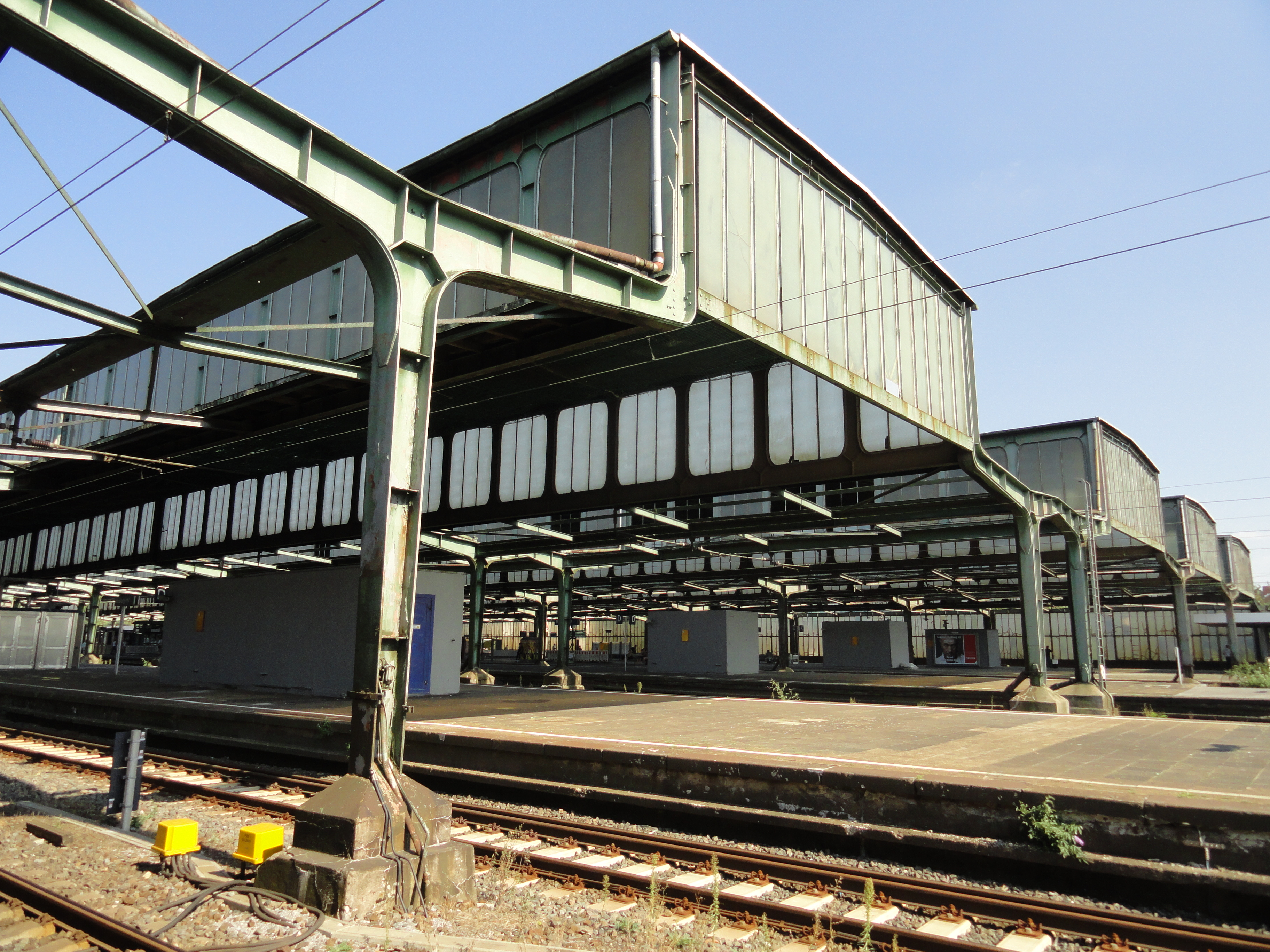
Überdachung in Stahlskelettbauweise: Duisburg Hbf (Bj. 1931–34)

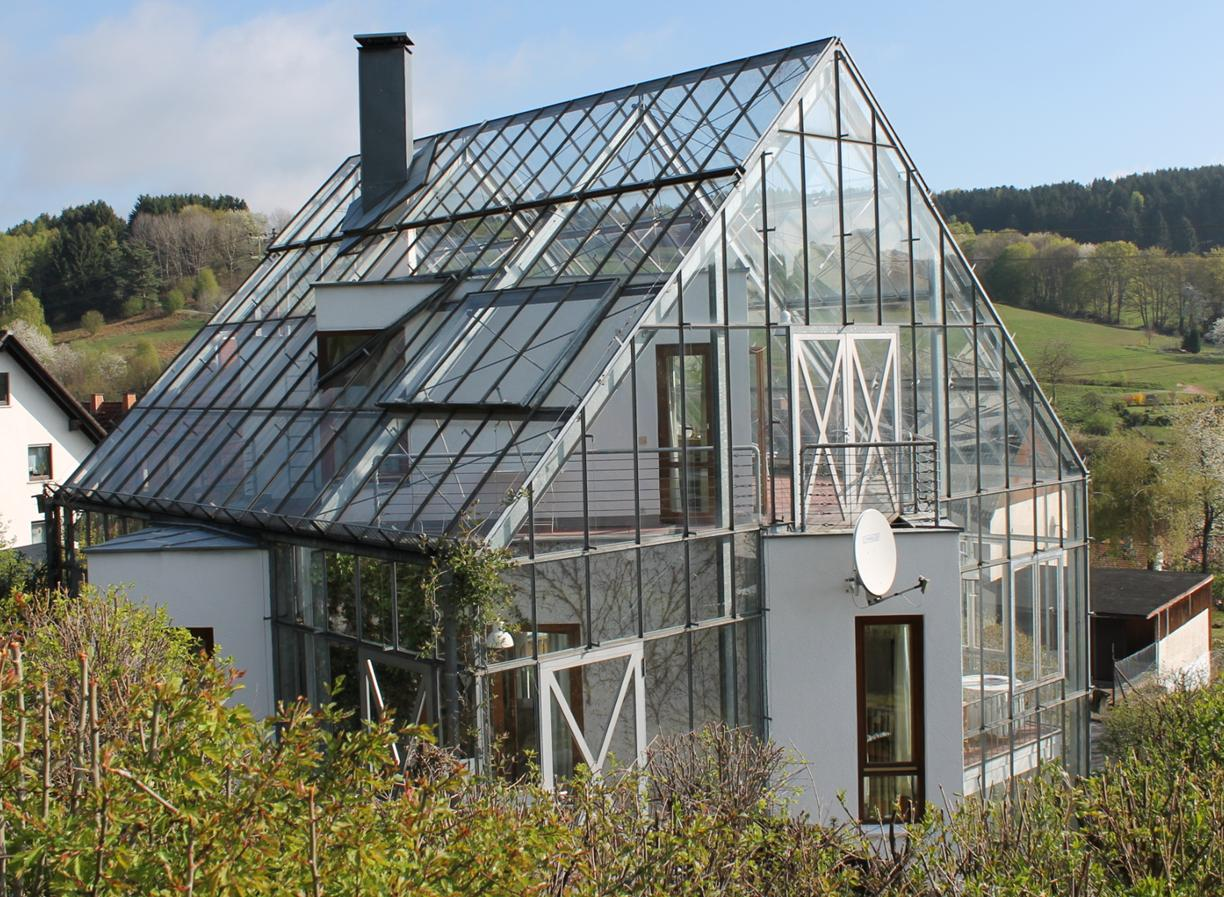
Solarhaus mit filigranem, feuerverzinktem Stahlskelett

Der Stahlskelettbau ist eine um 1884 entwickelte Baukonstruktion, bei der das Tragwerk eines Bauwerks im Skelettbau mit Stahlträgern errichtet wird. Daraufhin werden Decken und Wände in die stützende Stahlkonstruktion eingefügt, die dem gesamten Bau auch eine hohe Tragfähigkeit verleiht, die z. B. für Lager- und Fabrikgebäude erforderlich ist. Viele ältere Stahlskelettbauten haben durch diese stabile Bauweise auch die Luftangriffe des Zweiten Weltkriegs mit vergleichsweise geringen Beschädigungen überstanden. 
Die Stahlskelettbauweise definiert sich in der Regel dadurch, dass das Haupttragwerk, d. h. Stützen und Träger aus Stahlprofilen besteht, die mittels Nieten, Schrauben oder Schweißen verbunden werden. Daher ist ein schneller Baufortschritt möglich und wegen des Fehlens tragender Zwischenwände ist die Innenraumaufteilung sehr flexibel zu gestalten. Die Decken können sowohl als Betonfertigteil-, Halbfertigteil- oder Verbunddecke (Holz etc.) ausgeführt werden.

## Geschichte
Der erste Stahlskelettbau war die Ditherington Flax Mill von Charles Bage, die 1796–97 errichtet wurde.
Der Skelettbau in Eisen oder Stahl wurde in seiner Entstehungszeit um 1900 auch als Eisenfachwerk bezeichnet. Im Bauwesen wurde anfangs Schmiedeeisen wie Holzfachwerk eingesetzt, während später der Skelettbau („das Eisengerippe“) die konstruktiven Möglichkeiten des Materials ausschöpfte. Bis zu dieser Zeit wurden die letzten schmiedeeisernen Gitterträgerbrücken errichtet, die damals von Fachwerkkonstruktionen in Stahlbauweise abgelöst wurden.
Die Stahlskelettbauweise wurde vor allem in den USA durch die ersten Hochhäuser sehr beliebt. Frühe Beispiele der Bauweise in Deutschland waren das Berliner Warenhaus am Weinberg (1904), das Weinhaus Rheingold (1907) und das Vox-Haus (1908), gefolgt vom Augsburger Glaspalast (1910), Weinhaus Huth und Haus Vaterland (Berlin, beide 1912), Lübecker Handelshof (1924), Anzeiger-Hochhaus (Hannover, 1928), Karl-Bröger-Haus (Nürnberg, 1930), Haus Grenzwacht (Aachen, 1930), I.G.-Farben-Haus (Frankfurt am Main, 1931), Shell-Haus und Columbushaus (Berlin, beide 1932), die Kirchen Heilig-Kreuz (1929, Martin Weber) und St. Josef (neuer Teil von 1931, Hans und Christoph Rummel) in Frankfurt-Bornheim, die Zeche Zollverein in Essen (1932, Fritz Schupp und Martin Kremmer) und das zwischen 1935 und 1937 durch Paul Hofer und Karl Johann Fischer errichtete Gebäude 7 der ehemaligen Münchener Reichszeugmeisterei in der alten McGraw-Kaserne.